# Sven Lindberg (fotbollsspelare)
Se även Sven Lindberg (olika betydelser)
Sven Lindberg, född 31 januari 1930 i Rottneros, är en svensk tidigare fotbollsmålvakt. 
Lindberg spelade 106 allsvenska matcher för Hammarby mellan 1960 och 1966, innan han åkte över till USA och spelade två år för proffsklubben Atlanta Chiefs. Första året 1967 spelade laget i "National Professional Soccer League", ligan blev sedan 1968 NASL efter samgående med en konkurrentliga. Lindberg spelade 21 matcher i Atlanta Chiefs. Han var även aktiv som proffs i Petersborugh.
Lindberg spelade en landskamp för Sveriges B-landslag 1964.